# یوری ولوتوفسکی
یوری ولوتوفسکی (اوکراینی: Юрій Вікторович Волотовський؛ زادهٔ ۷ نوامبر ۱۹۸۲) بازیگر، model — photo model, fitness instructor اهل اوکراین است.